# Jakob Schaub
Jakob Schaub (* 2. November 1862 in Gelterkinden; † 3. März 1950 in Sissach) war ein Schweizer Drucker, Verleger und Redaktor.
Jakob Schaub machte eine Schriftsetzerlehre in Gelterkinden. Danach liess er sich in Bülach, Basel (Basler Nachrichten) und Zürich zum Buchdrucker ausbilden. 1885 übernahm er eine Druckerei in Sissach, um den Auftrag zum Druck der drei Jahre zuvor gegründeten Regionalzeitung „Volksstimme von Baselland“ annehmen zu können. 1900 erwarb er auch das Verlagsrecht der Zeitung und betreute fortan auch deren Redaktion. 